# トリガー・ザ・ブラッドシード
トリガー・ザ・ブラッドシード (Trigger The Bloodshed)は、イギリスのブリストルで2006年に、ロブ・パーネルとマーティン・エバンスによって結成されたデスメタルバンドである。

## 略歴
2008年7月8日に、ライジング・レコードからデビューアルバム『Purgation』をリリースし、デビュー。
英国の音楽雑誌「NME」が主催する音楽賞「ShockWaves NME Awards 2008」の「Best New Band」にノミネートされる。
2009年4月14日に、メタル・ブレイド・レコーズから、2ndアルバム『The Great Depression』をリリース。
2010年05月24日、再びライジング・レコードから3rdアルバム『Degenerate』をリリースする。
2011年、オリジナルメンバーのマーティン・エバンスが脱退。

## メンバー
- ジョニー・バーガン Jonny Burgan - ボーカル)
- ロブ・パーネル Rob Purnell - リードギター, バックボーカル
- デイブ・パーネル Dave Purnell - ベース
- ダン・ワイルディング Dan Wilding - ドラムス

### 過去のメンバー
- チャーリー・ホームズ Charlie Holmes - ボーカル (2007–2008)
- マーティン・エバンス Martyn Evans - ギター (2006-2011)
- ジェイ Jay - ベース
- ジェイミー・オルーク Jamie O'Rourke - ベース (2007–2008)
- マックス・ブルノス Max Blunos - ドラム (2007–2009)

## ディスコグラフィー
- Purgation (2008)
- The Great Depression (2009)
- Degenerate (2010)